# Огненноголовый трахифонус
Огненноголовый трахифонус (лат. Trachyphonus erythrocephalus) — вид птиц из семейства африканских бородаток. Обитает в засушливых областях Восточной Африки от Эфиопии и Сомали на севере до Кении и Танзании на юге. Характерная окраска, сочетающая в себе красные, оранжевые, жёлтые, белые и чёрные детали оперения, хорошо выделяет эту птицу среди других близких видов. Шумная и общественная птица, часто образует стайки из 5—10 особей. Не боится человека, в поисках корма часто крутится возле автомобилей, исследует крыши домов и даже залетает внутрь. Питается семенами и плодами растений (в первую очередь, инжира), пауками, насекомыми, ящерицами и другими мелкими животными. Размножается один или два раза в год. Гнездо устраивает в самостоятельно выкопанной норе, в кладке от двух до шести белых яиц.
Вид был первоначально описан немецким орнитологом Жаном Луи Кабанисом в журнале «Journal für Ornithologie» в 1878 году. Родовое название происходит от древнегреческого слова τραχυπονοσ, которое можно перевести как «резкоголосый», «картавый». Видовое название erythrocephalus является комбинацией двух древнегреческих слов: ἐρῠθρός («красный») и κέφαλος («-головый»).

## Описание
Определение вида обычно не вызывает сложностей. Это плотного телосложения птица с крепким острым клювом красного или оранжевого цвета. Длина 20—23 см, масса 40—75 г. Верхняя часть головы у самца чёрная со слабо выраженным хохолком, у самки желтоватая с чёрными крапинами. Затылок от жёлтого до красновато-оранжевого, с частыми чёрными пятнами. Бока головы по большей части ярко-красные, на горле самцов расширяющаяся книзу чёрная полоса. На кроющих ушей большая белая отметина в форме полумесяца, уздечка жёлтая. Верхняя часть спины, а также крылья, чёрные с многочисленными белыми пятнами, как у пёстрых дятлов. Нижняя часть спины и надхвостье жёлтые с красными пятнами. Рулевые буровато-чёрные с жёлтыми или беловатыми поперечными полосами. Грудь оранжево-красная либо красная по центру, жёлтая на периферии. С одного плеча на другое через грудь проходит чёрная с белыми пятнами полоса в форме перевязи. Брюхо лимонно- либо золотисто-жёлтое.
Радужина желтовато-коричневая. Самки окрашены в менее яркие тона, чем самцы, с преобладанием жёлтого и беловатого там, где у самца присутствуют красный и оранжевый. Молодые похожи на взрослых, но более тусклые. Различают 3 подвида, различия между которыми проявляются в яркости и интенсивности окраски. Песня самца — затухающий трёхсложный свист, повторяемый многократно. Песня самки — серия более коротких восходящих свистов, состоящая из 3—5 слогов. Обе птицы пары поют дуэтом, при этом в их синхронное исполнение добавляются менее стройные свисты других птиц группы.

## Распространение
Распространён в полузасушливых областях Восточной Африки: Южном Судане, Эфиопии, южном Сомали, северо-восточной Уганде, Кении и Танзании. Населяет кустарниковые саванны и редколесья, где отдаёт предпочтение ландшафтам со сложным рельефом, таким как обрывистые берега водоёмов и балки. Иногда занимает старые термитники и муравейники с мягким грунтом. Избегает полностью открытых пространств, равно как и сомкнутых лесов. Очень редко встречается выше 1980 м над уровнем моря.

## Питание
Выбор кормов очень широкий. Растительная пища представлена семенами и плодами различных растений, в том числе инжира. Ловит разнообразных беспозвоночных: пауков, сенокосцев, жуков, кузнечиков, саранчу, богомолов, термитов, муравьёв, губоногих многоножек. Иногда охотится на более крупную добычу: ящериц и мелких птиц, в том числе разоряет их гнёзда. Охотно кормится пищевыми отбросами растительного и животного происхождения.

## Размножение
К размножению приступает во время или сразу по окончании сезона дождей, иногда дважды в год. На севере ареала пик зафиксирован с апреля или мая по июль, на юге с января по июнь. Гнездится группами до восьми взрослых птиц. Гнездо представляет собой нору в мягком грунте глубиной не менее 40 см, которую птица самостоятельно выкапывает на вершине термитника либо земляного вала на высоте 1—4 м от поверхности земли. Диаметр гнездовой камеры около 11,2 см. Ежегодно выкапывается свежее гнездо. В кладке от двух до шести яиц с белой, слегка блестящей скорлупой. Все взрослые птицы группы занимаются добычей корма для птенцов.

## Галерея

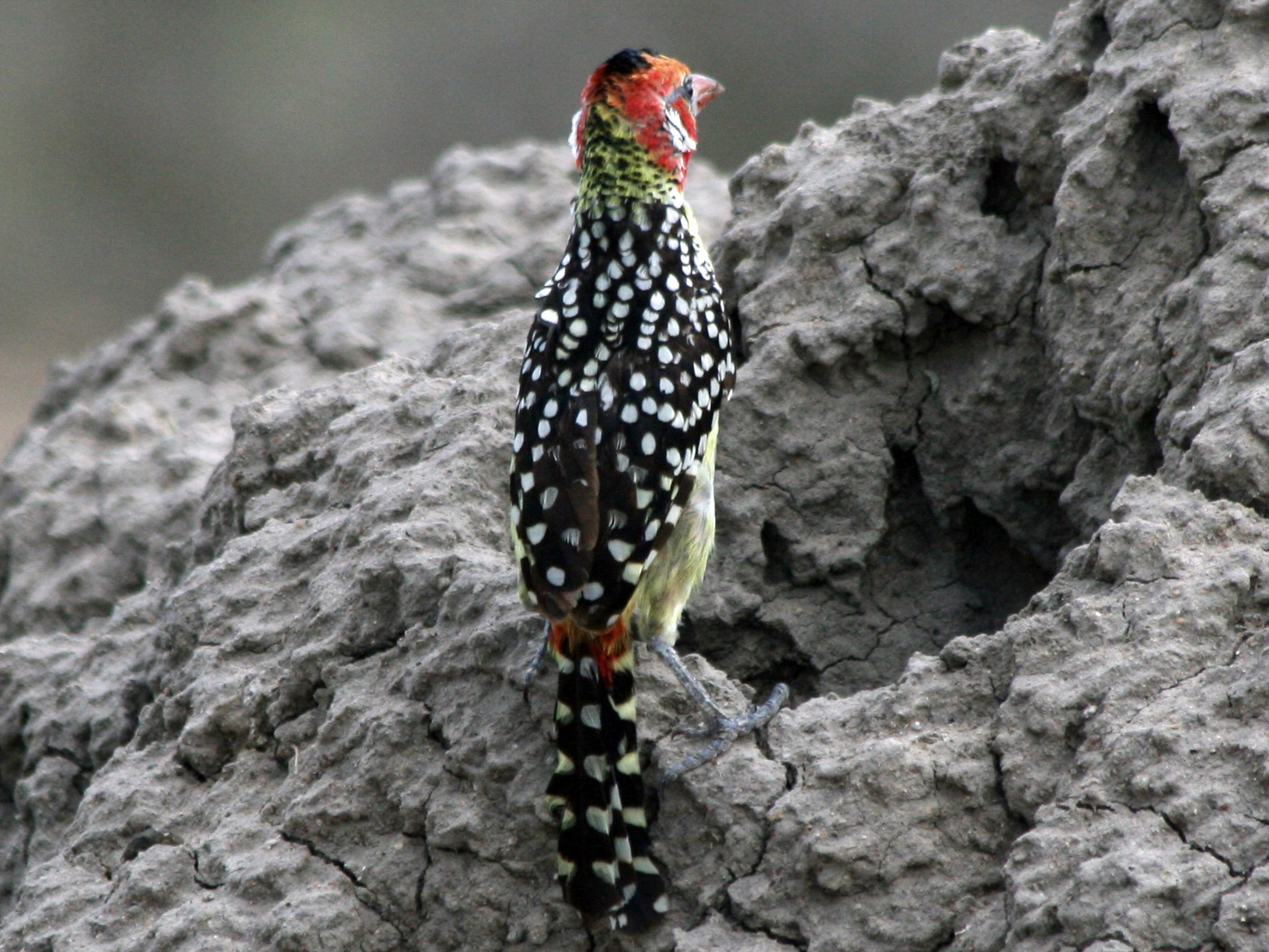
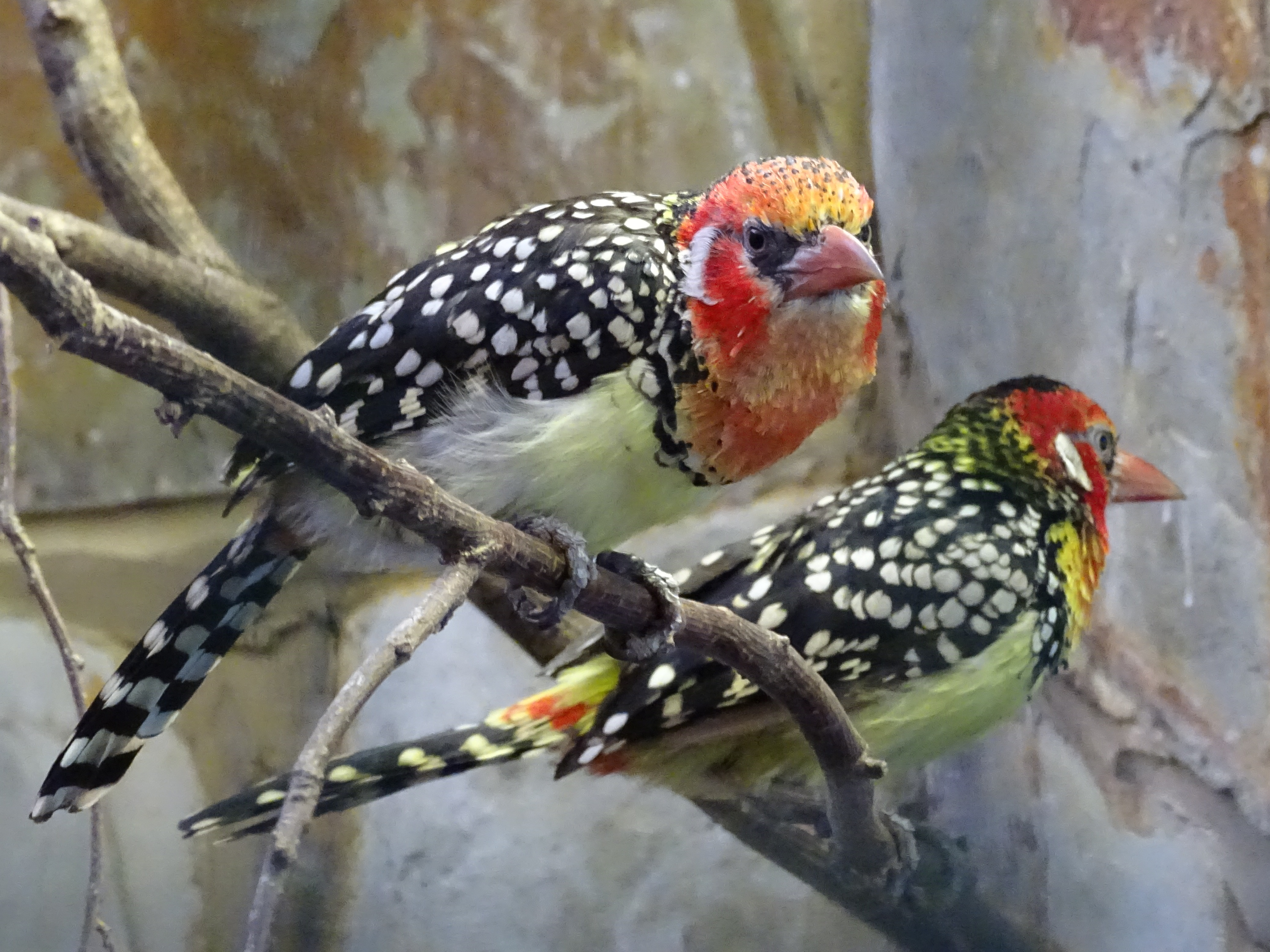
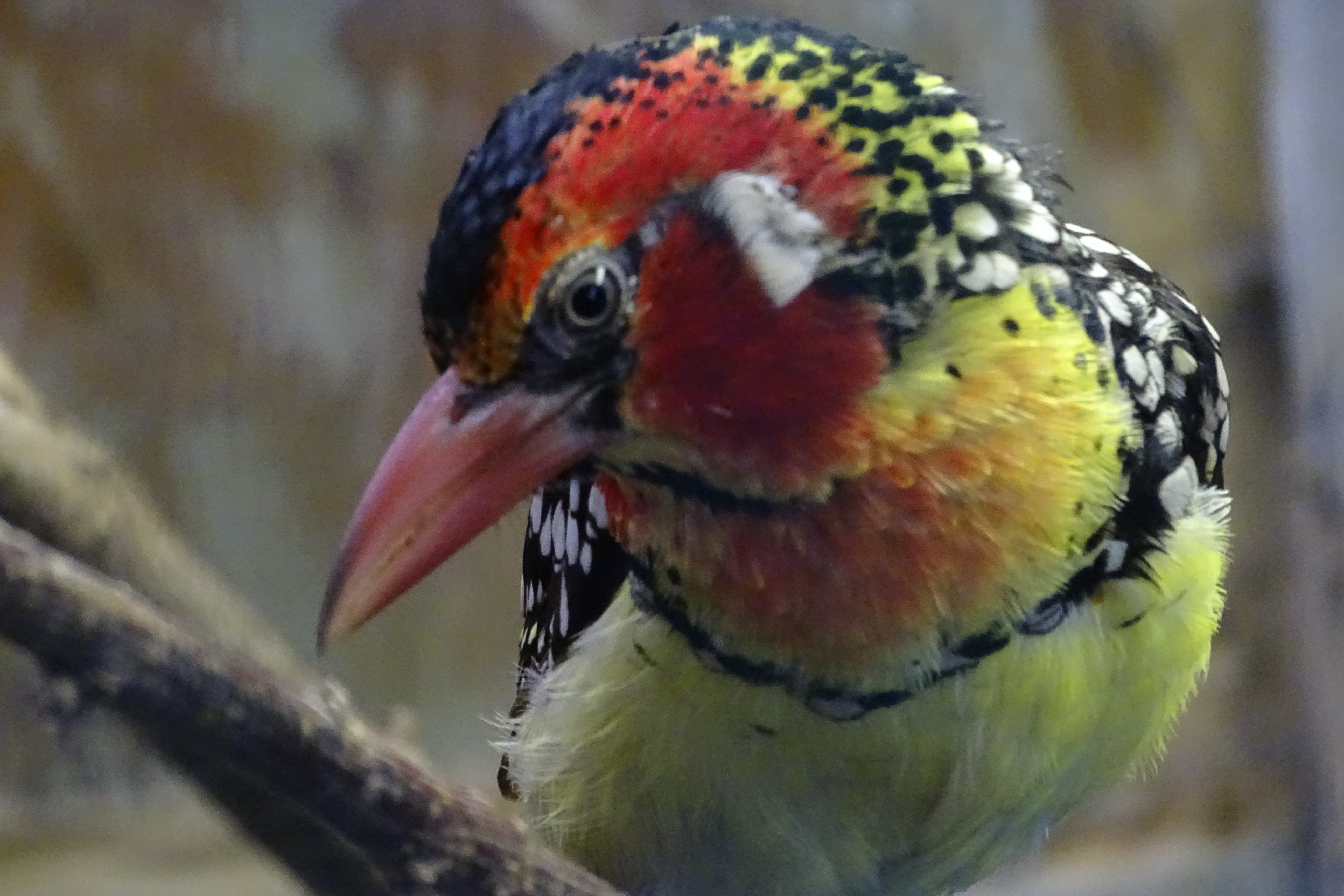
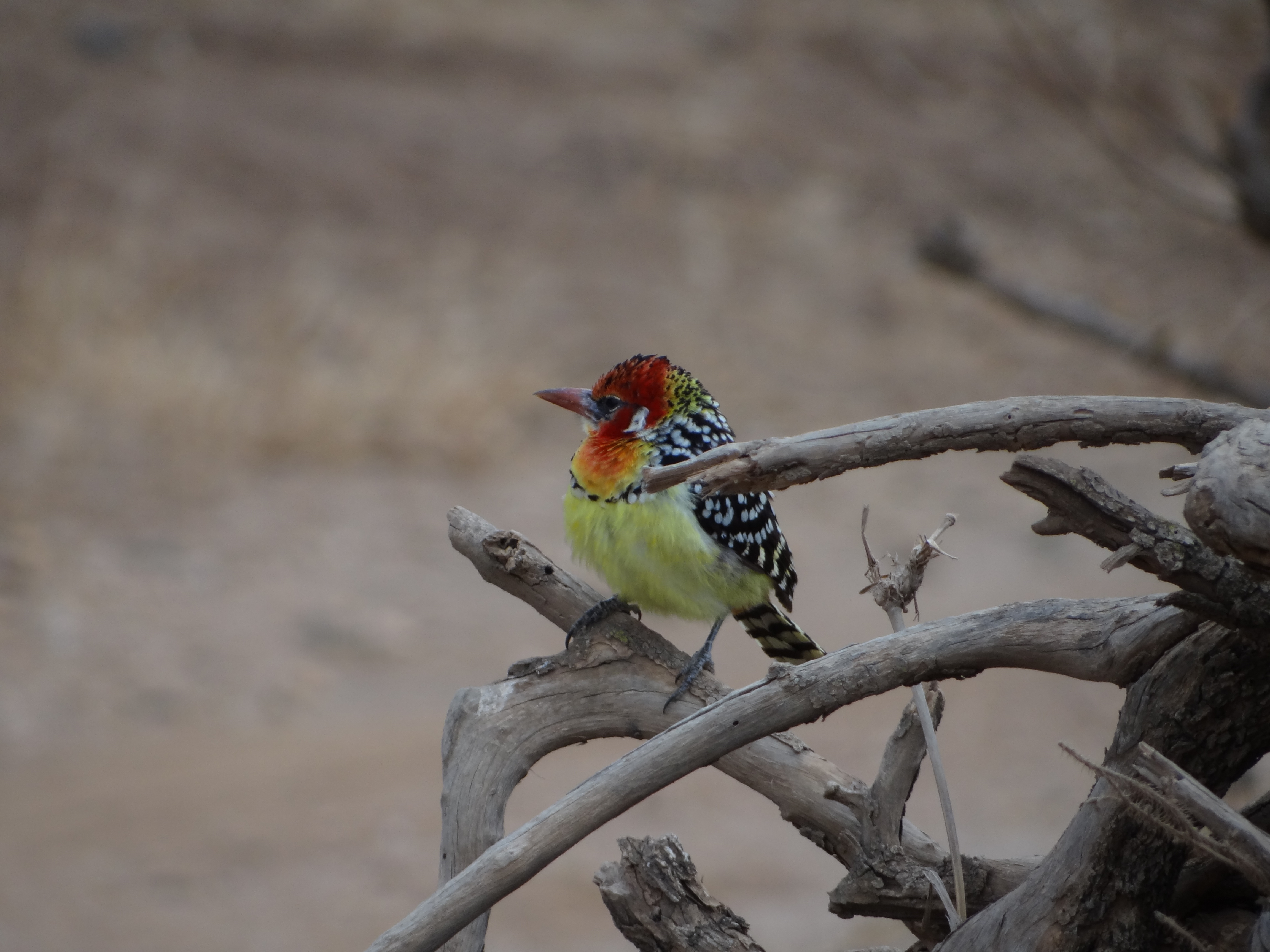